# Simon Breac
Simon Breac lub Siomon Brecc („Cętkowany“ lub „Piegowaty“) – legendarny zwierzchni król Irlandii z dynastii Milezjan (linia Eremona) w latach 483-477 p.n.e. Syn Aedana Glasa, syna Nuady II Finnfaila, zwierzchniego króla Irlandii.
Objął zwierzchni tron irlandzki po pokonaniu i usunięciu arcykróla Sedny II Innaraigha. Następnie rozkazał rozerwać pokonanego przez dzikie konie. Rządził Irlandią przez sześć lat, gdy zginął z ręki Duacha Finna. Ten zemścił się za śmierć swego ojca Sedny II Innaraigha oraz objął zwierzchnią władzę Irlandii. Simon pozostawił po sobie syna Muiredacha Bolgracha, przyszłego zwierzchniego króla Irlandii.